# Kölked, Baranya
Kölked este un sat în districtul Mohács, județul Baranya, Ungaria, având o populație de 1.030 de locuitori (2011). 

## Demografie
Componența etnică a satului Kölked
     Maghiari (75,83%)
     Romi (17,12%)
     Germani (5,19%)
     Croați (1,39%)
     Necunoscut (0,23%)
     Sârbi (0,23%)
     Alții (0,23%)
Componența confesională a satului Kölked
     Romano-catolici (63,98%)
     Reformați (13,01%)
     Fără religie (8,93%)
     Necunoscută (13,11%)
     Alte religii (1,75%)
Conform recensământului din 2011, satul Kölked avea 1.030 de locuitori. Din punct de vedere etnic, majoritatea locuitorilor (75,83%) erau maghiari, existând și minorități de romi (17,12%), germani (5,19%) și croați (1,39%). Apartenența etnică nu este cunoscută în cazul a 0,23% din locuitori.  Din punct de vedere confesional, majoritatea locuitorilor (63,98%) erau romano-catolici, existând și minorități de reformați (13,01%) și persoane fără religie (8,93%). Pentru 13,11% din locuitori nu este cunoscută apartenența confesională.